# François de Jaucourt
Pour les articles homonymes, voir Jaucourt.
Arnail-François, comte puis marquis de Jaucourt, né le 14 novembre 1757 à Paris (ou Tournan) et mort le 5 février 1852 à Presles (Seine-et-Marne) est un général et homme politique français de la Révolution et de l’Empire.
Chevalier du Mérite militaire, colonel du 2e régiment de dragons (« ci-devant » régiment de Condé-Dragons, 1788-1792), vice-président du directoire de Seine-et-Marne en 1791, Jaucourt est l'un des amis du comte de Vaublanc. Sous la Restauration, il est pair de France.

## Biographie
Issu d'une famille noble protestante (Jaucourt > Seconde famille), François de Jaucourt débute à seize ans dans la carrière militaire sous les auspices du prince de Condé, protecteur de sa famille.
Jaucourt est colonel du régiment de Condé-Dragons en 1792, et adopte, non sans réserves, les idées nouvelles.
Membre de la société des Feuillants, président de l'administration du département de Seine-et-Marne, sa résidence politique, il écrit en cette qualité le 4 juillet 1791 à l'Assemblée pour prêter le serment à la fois comme administrateur et comme militaire. Il est remplacé à la présidence du département par Vincent-Marie de Vaublanc
L'enthousiasme que lui a inspiré la Révolution de 1789 se refroidit tout d'abord lorsqu'il voit ses soldats lui refuser obéissance, et il offre sa démission à l'Assemblée. Accusé de désertion par la cour et la noblesse, et en particulier par son cousin le marquis de Jaucourt[réf. nécessaire], qui vient d'émigrer avec les princes, il est d'autre part taxé de modération excessive par les réformateurs les plus avancés.

### Assemblée législative
Les électeurs du département de Seine-et-Marne l'envoient le 31 août 1791, le 5e sur 11, siéger à l'Assemblée législative. Il prend place au côté droit de l'Assemblée.
Jaucourt appartient au comité militaire et au comité diplomatique, où il fait plus d'une fois prévaloir ses avis. En politique, il vote le plus souvent avec la minorité, de même que Dumas, Ramond, Beugnot, etc. Il se montre opposé aux lois contre l'émigration, et à l'admission à la barre des soldats de Châteauvieux, envoyés aux galères par suite de l'insurrection de Nancy.
Le 6 février 1792, il est promu maréchal-de-camp.
« Royaliste constitutionnel, il a le courage de son opinion, la défend avec énergie, souvent même avec emportement ; ne se laisse jamais intimider., » Un jour, pendant la discussion si orageuse concernant le licenciement de la Garde du Roi, une conversation particulière et fort animée s'établit entre M. de Jaucourt et Chabot ; des expressions blessantes sont échangées, et le premier menace celui-ci de le châtier à coups de bâton. Chabot, furieux, s'écrie que son bâton, pas plus que son épée, ne l'effrait et qu'il n'en continue pas moins de soutenir la mesure proposée. Un membre de l'Assemblée, révolté de l'inconvenance d'un pareil incident, demande l'arrestation immédiate de M. de Jaucourt et son envoi à l'Abbaye. M. de Jaucourt se justifie en disant, qu'ayant provoqué des explications à propos de certaines proies équivoques de Chabot, celui-ci lui a répondu qu'il peut bien avoir quelque chose à dire contre lui au comité de surveillance, et que, partant, la première menace vient de son adversaire. Cela était vrai. Chabot réplique qu'il a pu épargner cette scène scandaleuse à l'Assemblée, « Mais, ajoute-t-il, j'ai cru qu'il est bien lâche de la part d'un colonel de proposer des coups de canne à un capucin. »
« Constant dans ses principes et ses convictions », M. de Jaucourt s'oppose à la formation d'un camp de 24 000 fédérés dans les environs de Paris, et reste le défenseur du roi et de la prérogative royale.
Le 20 avril 1792, il essaie de détourner l'Assemblée de déclarer la guerre à l'empereur ; plus tard il prend la parole en faveur du ministre de Lessart. Son attitude l'ayant rendu des plus suspects à la majorité, il croit devoir le 30 juillet 1792 donner sa démission de député : il est remplacé le 2 novembre de la même année, par Jacques Claude Florimond Ségretier.
Cependant « la municipalité de Paris » s'est emparée de sa personne, tandis que l'Assemblée, sur la motion de Delacroix, refuse de l'entendre à sa barre. Grâce à l'influence de Madame de Staël auprès de Manuel, alors procureur de la Commune, et à la « bienveillance » de Panis, Jaucourt peut quitter la prison de l'Abbaye, où il est enfermé, la veille même des massacres de septembre 1792. Toujours en péril, il s'éloigne de France avec Talleyrand, comme attaché à la mission française en Angleterre. Après le 21 janvier 1793 (jour de l'exécution de Louis XVI), il reçoit ses passeports du gouvernement anglais et rentre en France.
Dans la séance de la Convention du 1er fructidor an III (août 1795), Louis Legendre dénonce Jaucourt comme intrigant contre le gouvernement avec Malouet et autres constitutionnels qui se réunissent chez Mme de Staël, soupçonnée de correspondre avec les émigrés. Il se retire alors en Suisse sur les bords du lac de Bienne, et de là en Allemagne.
Pour certains, Jaucourt a combattu dans l'armée des émigrés ; d'après d'autres, il passe plusieurs années en émigration, sans toutefois prendre les armes contre sa patrie.

### ConsulatetEmpire
Ce n'est qu'après le coup d'État du 18 brumaire an VIII (9 novembre 1799) et au bénéfice de l'amnistie accordée, que Jaucourt est rappelé aux affaires sur la recommandation de Talleyrand. Nommé le 4 nivôse an VIII membre du Tribunat, il est chargé en avril 1802, avec Lucien Bonaparte, de défendre le Concordat près du Corps législatif, et songe surtout aux intérêts du culte protestant.
Président du Tribunat en l'an XI (octobre 1802), Jaucourt est présenté par le collège électoral de la Nièvre comme candidat au Sénat conservateur, où il est appelé, l'année d'après (8 brumaire an XII).membre de la Légion d'honneur du 4 frimaire an XII. Il est le 25 prairial suivant (14 juin 1804) promu commandeur de l'Ordre.
De nouveaux liens l'attachèrent bientôt à la famille impériale : après s'être associé à la politique et à la fortune de Joseph Bonaparte au Sénat, Jaucourt devient un des principaux officiers de sa maison en qualité de premier chambellan (1804), puis il l'accompagne à Naples. Le 26 avril 1808, Jaucourt est créé comte de l'Empire, et en 1810, le Sénat le propose pour la sénatorerie de Florence, dotée de 30 000 francs de rente ; mais l'Empereur lui préfère le général Ferino.

### 1814-1815
À partir de ce moment, Jaucourt montre un éloignement de plus en plus marqué pour la monarchie militaire. Jusqu'en 1814, le nom de M. de Jaucourt n'a plus figuré dans aucune circonstance importante. À l'heure de l'invasion, il adhère à la déchéance de l'Empereur.
Choisi par le Sénat, Jaucourt accepte de faire partie du Gouvernement provisoire de 1814. Dans la séance du 1er avril, il signe l'adresse à l'année, et proclame au nom de la France les soldats français déliés de leur serment de fidélité envers le grand capitaine déchu. Il signe encore cette autre adresse qui invite les Français à se réunir à la « véritable monarchie, limitée par de sages lois ». Il signe enfin le décret du Sénat du 6 avril, qui appelle au trône Louis XVIII sous le titre de roi des Français, et renferme les bases d'une constitution. Le 16 du même mois, le comte d'Artois, investi par le roi son frère de la lieutenance-générale du royaume, le nomme membre du conseil d'État provisoire.
Il est nommé le 13 mai par Louis XVIII, ministre d'État, devient pair de France le 4 juin suivant et obtient le 25 octobre 1814, le brevet de lieutenant général. En décembre 1814, M. de Jaucourt est nommé, par intérim, ministre des Affaires étrangères en l'absence de Talleyrand, qui s'est rendu au congrès de Vienne.
Le 20 mars 1815 vient surprendre M. de Jaucourt dans ses fonctions, et il n'hésite pas à suivre Louis XVIII à Gand, où il continue de diriger les Affaires étrangères. Aussi se trouve-t-il excepté de l'amnistie générale accordée par l'Empereur à son retour de l'Île d'Elbe, et est du petit nombre de ceux que Napoléon met hors-la-loi : il est vrai de dire qu'il a contribué à l'acte par lequel les biens de la famille impériale sont mis sur le séquestre peu de temps après la chute de Napoléon.
Il rentre à Paris avec le roi, reprend son siège à la Chambre des pairs et reçoit le 9 juillet 1815 le portefeuille de la Marine. Mais ayant refusé de signer la reddition de Landau, le cabinet dont il fait partie est obligé de se retirer et est remplacé le 26 septembre par le ministère Richelieu (I) : Jaucourt remet son portefeuille entre les mains du vicomte Dubouchage.

### Chambre des pairs
Le 28 septembre suivant, il est nommé grand'croix de la Légion d'honneur, ministre d'État, et le 5 octobre, membre du conseil privé.
« Sa récusation dans le procès du maréchal Ney, devant la Cour des pairs, est pleine de convenance et de dignité. Il ne veut pas juger, comme pair, celui qu'il a mis en accusation comme ministre. »
Il préside en 1817 le conseil général de Seine-et-Marne, et reçoit du roi le 31 août de la même année l'hérédité de sa pairie, avec le titre de comte, qui l'année suivante est changé en celui de marquis. Ici se termine à peu près sa vie politique. En 1830, sa voix ne se fait plus guère entendre que sur la tombe de Gouvion-Saint-Cyr, son ami, auquel il veut adresser en public un dernier et pénible adieu.
Rallié des premiers à la monarchie de Juillet, il est un de ceux qui, après la révolution de Juillet 1830, viennent déposer entre les mains du roi Louis-Philippe Ier les hommages et les serments de la Chambre des pairs. Jaucourt siège au palais du Luxembourg jusqu'à la révolution de Février 1848, qui le rend à la vie privée.
Il se retire alors dans son château de Combreux, et ne meurt qu'après avoir donné son vote à la présidence du prince L.-N. Bonaparte et son approbation au coup d'État du 2 décembre 1851.

### Défense de la religion réformée
Le marquis de Jaucourt, protestant, se consacre à la défense de la religion réformée et est une figure emblématique du « réveil protestant ».
À ce titre, il est à l'origine avec les pasteurs Paul-Henri Marron de l'église réformée et Jean Jacques Goepp de l'église de la Confession d'Augsbourg, de la Société Biblique protestante de Paris (1818-1868), dont l'objectif est la plus large diffusion possible de la Bible, dont la lecture est toujours considérée comme l'une des plus fortes exigences de la Réforme.
Après l'accord, en 1818, d'Élie Decazes alors ministre de la Police générale, faisant suite à la pétition menée par les grandes figures protestantes française de l'époque, un comité provisoire convoqua la première assemblée générale qui se tient au temple de l'Oratoire et qui nomme tous les membres du Comité définitif.
En 1829 il a obtenu du gouvernement l'autorisation de fonder la Société d'encouragement de l'instruction primaire protestante, dont il conserve la présidence jusqu'à sa mort, arrivée le 5 février 1852.
Il est inhumé au cimetière du Père-Lachaise (8e division),.

### Ecrit
- Comte de JAUCOURT, Correspondance avec le prince de Talleyrand pendant le Congrès de Vienne. Publié par son petit-fils. 1905, Paris, Plon,  XV-361 pages, lire en ligne.

## État de service
- Mestre de camp (14 novembre 1780) ;
- Maréchal de camp (6 février 1792) ;
- Démissionne de l'Armée (30 juillet 1792) ;
- Émigre (1792-1799) ;
- Lieutenant général (25 octobre 1814) ;

## Titres
- Comte Jaucourt et de l'Empire (lettres patentes de mai 1808, Bayonne) ;
- Pair de France[7] :
  - Pair « à vie » par l'ordonnance du 4 juin 1814 ;
  - Titre de marquis-pair héréditaire le 31 août 1817, (lettres patentes du 20 décembre 1817, sans majorat) ;
- Transmission du titre de marquis à son fils adoptif, Louis-Charles-François Levisse de Montigny de Jaucourt, par décret impérial du 25 juillet 1860[7].

## Distinctions
| Légion d'honneur (grand cordon) | Institution du Mérite militaire (« chevalier ») |

- « Chevalier » du Mérite militaire (1er décembre 1790) ;
- Légion d'honneur[8] :
  - Légionnaire (26 novembre 1803), puis,
  - Commandant (14 juin 1804), puis,
  - Grand cordon de la Légion d'honneur (28 septembre 1815) ;

## Armoiries
| Figure                           | Blasonnement |
| Blason de la famille de Jaucourt | Armes de la famille de Jaucourt De sable, à deux léopards d'or, l'un sur l'autre. |
|                                  | Armes du comte Jaucourt et de l'Empire Bordure de gueules ; quartier des comtes-sénateurs, au second et au troisième bandé d'or et d'azur de six pièces à la bordure de gueules, au quatrième d'hermines à la bordure engrelée de gueules, sur le tout, de sable à deux léopards d'or. OuÉcu [bordé] de gueules, quartier des comtes sénateurs, au second bandé d'or et d'azur de six pièces à la bordure de gueules, au troisième de même, au quatrième d'hermines à la bordure engrelée de gueules, sur le tout de sable à deux léopards d'or. - Livrées : les couleurs bleu, jaune & rouge. |
|                                  | Armes du marquis de Jaucourt, pair héréditaire Écartelé : au 1 d'hermine, à la bordure engrêlée de gueules, qui est d'Anlezy ; au 2 de gueules, à 3 léopards d'or l'un sur l'autre, qui est de Montal ; au 3 bandé d'or et d'azur, à la bordure de gueules, qui est de Bourgogne ancien ; au 4 d'azur, à 3 fleurs de lys d'or, au bâton de gueules péri en bande, qui est de Bourbon ; sur le tout de sable, à 2 léopards d'or, qui est de Jaucourt., TenantsDeux femmes nues. Devise« Vertu me guide, Honneur me conduit. »                                                                   |

## Sa famille
Petit-neveu de l'écrivain et philosophe Louis de Jaucourt (1704-1780), Arnail François est le fils né du premier mariage de Louis Pierre, comte de Jaucourt (1726-1813) avec Elizabeth Sophie Gilly de Montaud (1735-1774).
Le marquis épouse, le 20 nivôse an VII (9 janvier 1799) à Paris IIe, Marie Charlotte Louise Perrette Aglaé Bontemps (1762-1848), comtesse de La Châtre, fille de Louis Dominique Bontemps (1738-1766), premier valet de chambre du roi (1747-1766), gouverneur du Palais des Tuileries ; elle était divorcée, depuis janvier 1793, de Claude-Louis de La Châtre (1745-1824). De ce mariage naît le 29 octobre 1798 à Paris IIe), Suzanne Calixte de Jaucourt.

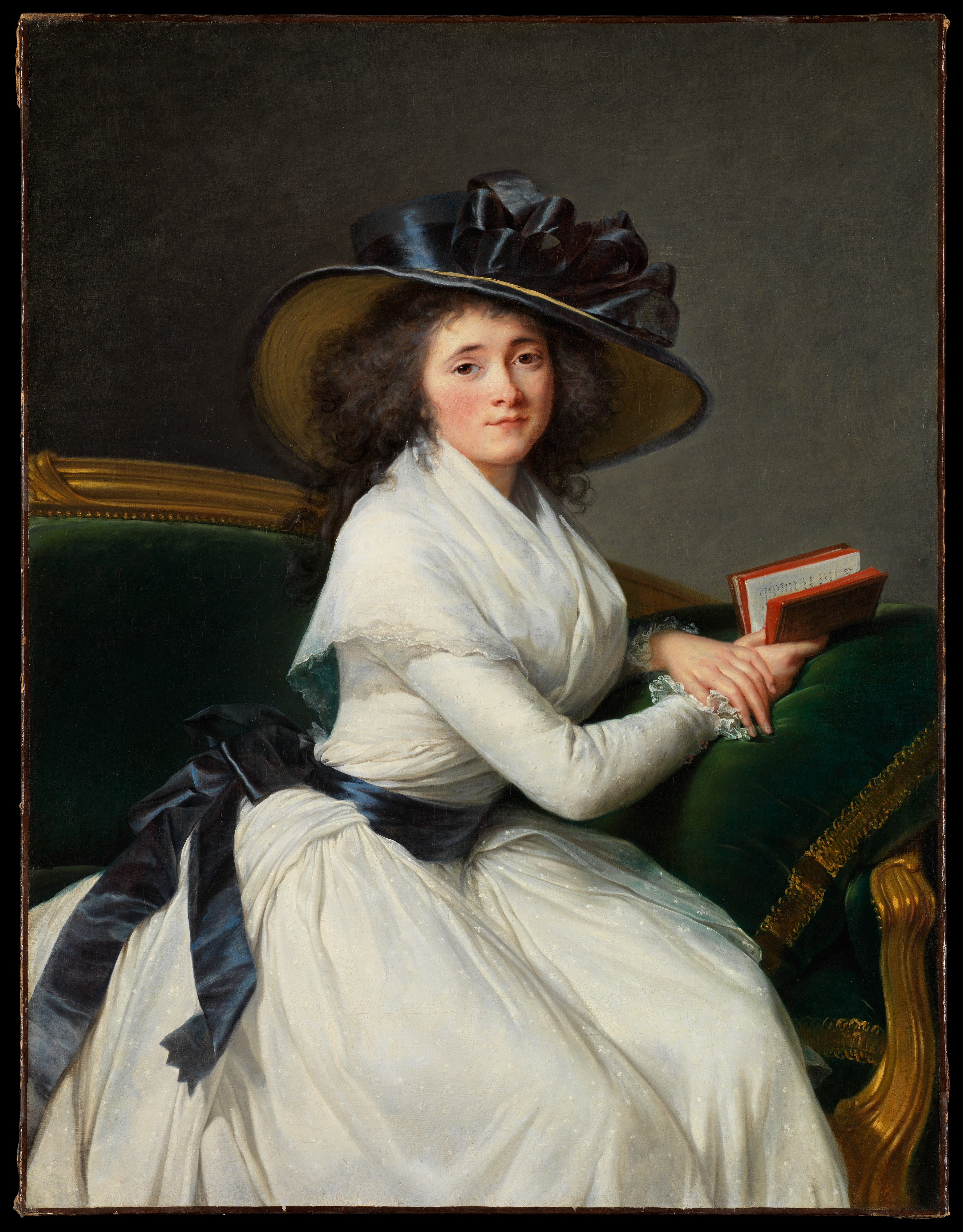
La Comtesse de la Châtre par Élisabeth Vigée-Lebrun (1755–1842), 1789, Metropolitan Museum of Art, New York.
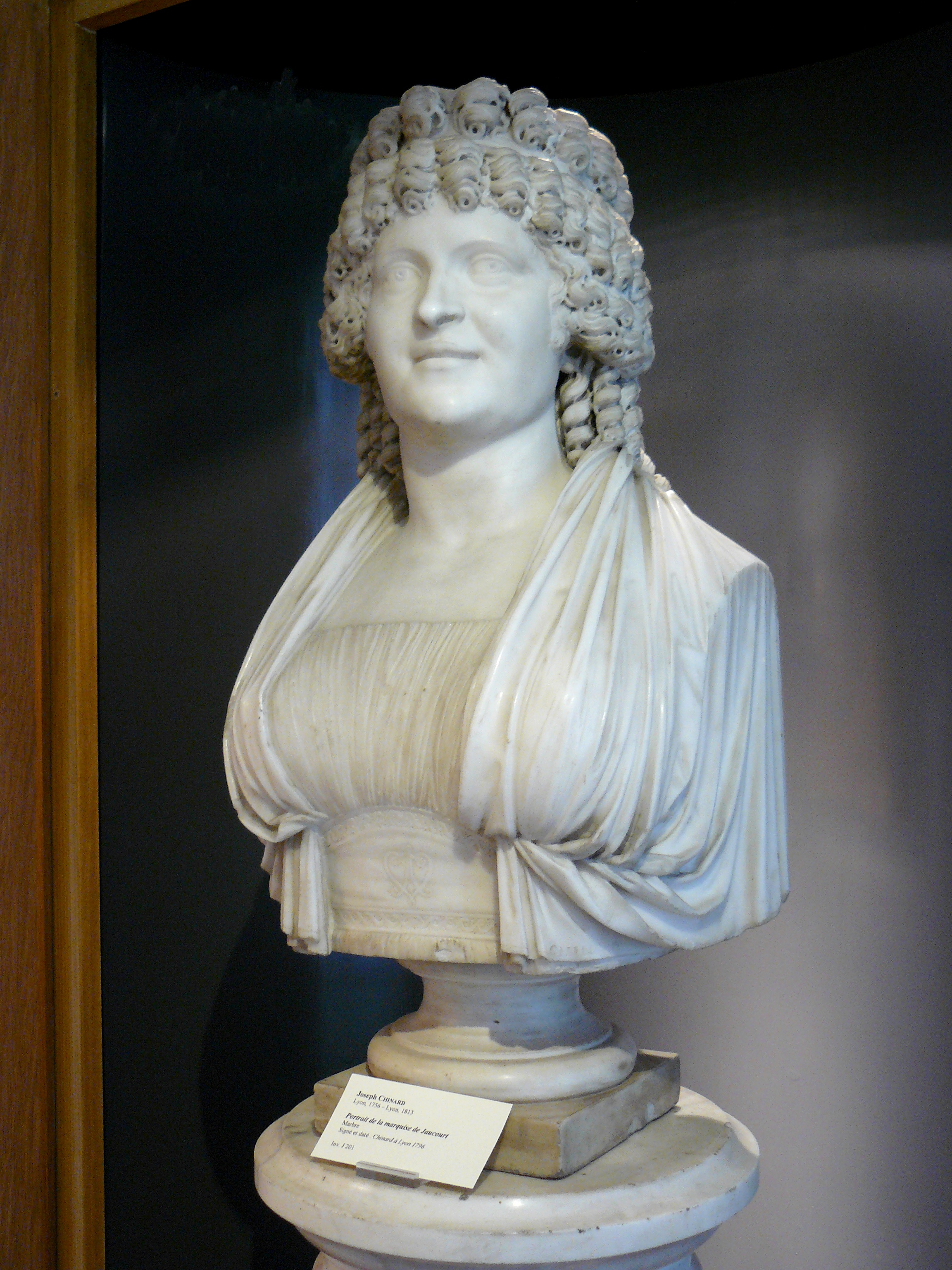
Buste de Marie Charlotte Louise Perrette Aglaé Bontemps (1762-1848), comtesse de La Châtre, par Joseph Chinard (Lyon, 1796), Musée Cognacq-Jay

N'ayant pas de descendant mâle, et voulant absolument[réf. nécessaire] transmettre son titre de marquis et pair, Jaucourt et sa femme adoptent, par acte du 26 avril 1821, Louis Charles François Lévisse de Montigny (1786-1877), maître des requêtes au conseil d'État, marié, dont postérité, en particulier François Lévisse de Montigny de Jaucourt (1826-1906), député au corps législatif.